# Infanati

Infanati es el segundo sencillo de Era extraído del álbum Era volumen 2.
La carátula del sencillo es similar a la del álbum al que pertenece, pero en tonos rojos, formas demoníacas al fondo y llamas de fuego.

## Video
En el video aparece una monja en un convento que descubre una habitación que guarda una especie de diadema; la cual al ponérsela le produce visiones donde aparece ella peleándose con otra mujer mientras varios monjes son testigos del suceso. Al final decide excomulgarse de la orden religiosa a la que pertenecía, pero no sin antes llevarse esa diadema para destruirla frente a las ruinas de un castillo.

## Listado
- CD maxi sencillo

1. Album version — 4:28
2. Devore amante — 4:19
3. No rhythm version — 4:51

- CD sencillo (Promo)

1. Radio edit — 3:45

- CD sencillo (2da versión)

1. Album version — 4:28
2. Devore amante — 4:19

- Datos: Q56377467